# Let Kunovice
Let Kunovice é uma fabricante de aeronaves civis e planadores, sua sede fica em Kunovice, na República Checa. Sua aeronave de maior sucesso é o L-410 Turbolet, com mais de 1000 unidades construídas.

## História
A construção de aeronaves na fábrica de Kunovice começou em 1936, como parte de uma preocupação industrial da empresa checa Škoda. Antes e durante a Segunda Guerra Mundial, o local apenas era usado em trabalhos de reparo. Após o final da guerra, a empresa foi nacionalizada e em 1950-53 uma nova fábrica foi construída. Em 1957-1967 foi denominada SPP (Strojírny první pětiletky - "Trabalhos do Plano dos Primeiros Cinco-Anos"), mas em 1967 o nome Let retornou. Os primeiros produtos fabricados sob licença foram o Treinador Soviético Yakovlev Yak-11 (com a designação C-11), o Aero Ae 45 e o avião de utilidades gerais Aero Ae 145.

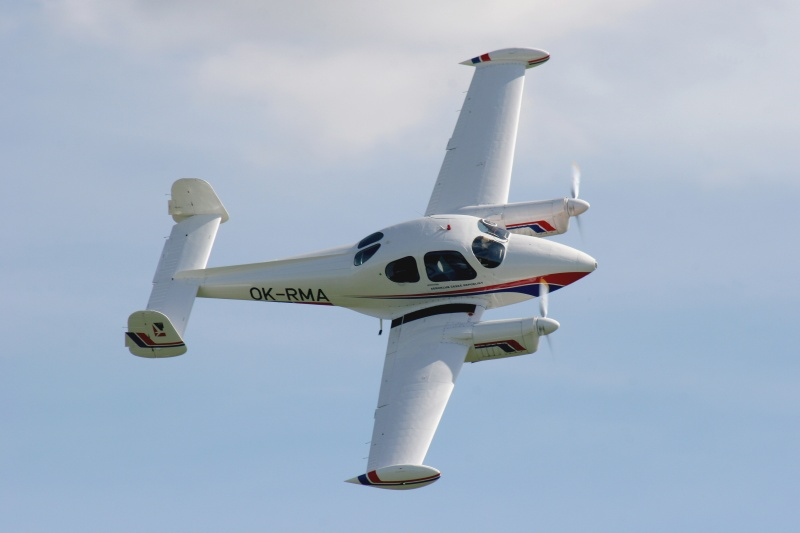
Let L-200 Morava.

Em 1957, a companhia começou a desenvolver o famoso L-200 Morava, avião leve para diversas utilidades e quatro anos depois o Z-37 Cmelak, avião agrícola. As duas aeronaves foram um grande sucesso comercial. Por um período de tempo, a LET também produziu o avião leve de treinamento L-29.

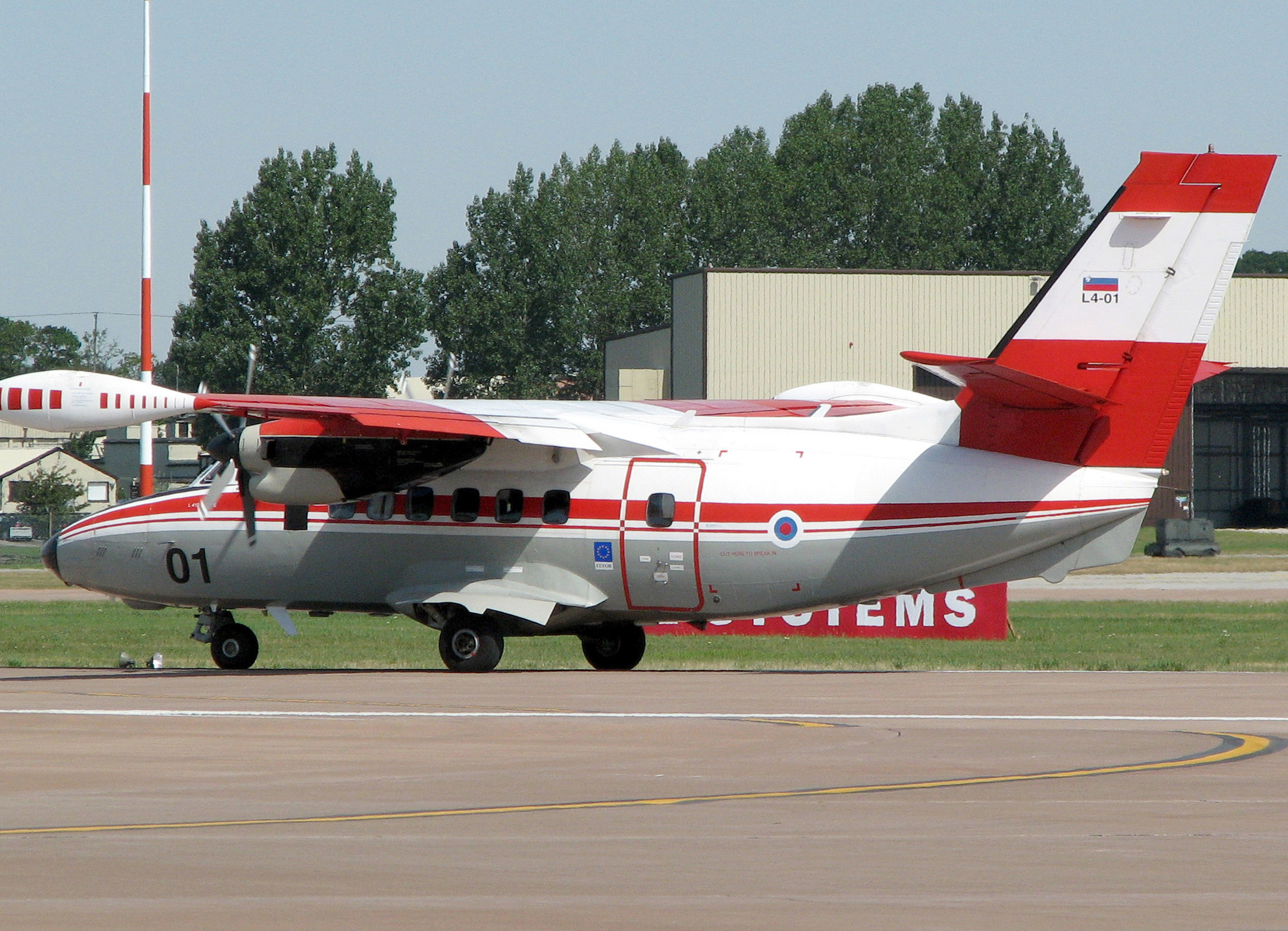
Let L-410UVP-E da Força Aérea da Eslovênia

Com o passar dos tempos, a LET desenvolveu e produziu um grande número de diferentes planadores – Zlin Z-22, Z-124 Galanka, LF-109 Pioneer, Z-425 Sohaj. Entretanto, os planadores mais populares produzido pela companhia são os famosos Blaniks – L-13 Blaník, L-23 and L-33.
Durante os anos 60, os engenheiros da LET desenvolveram uma aeronave regional para 19 passageiros – o L-410 Turbolet, onde mais de 1000 aeronaves foram produzidas desde o início de sua fabricação. Essa aeronave popular sofreu algumas melhorias e modernizações e os tipos: L-410 UVP-E20 e o L-420 são certificados pela EASA e pela FAA respectivamente.

## O planador Blaník

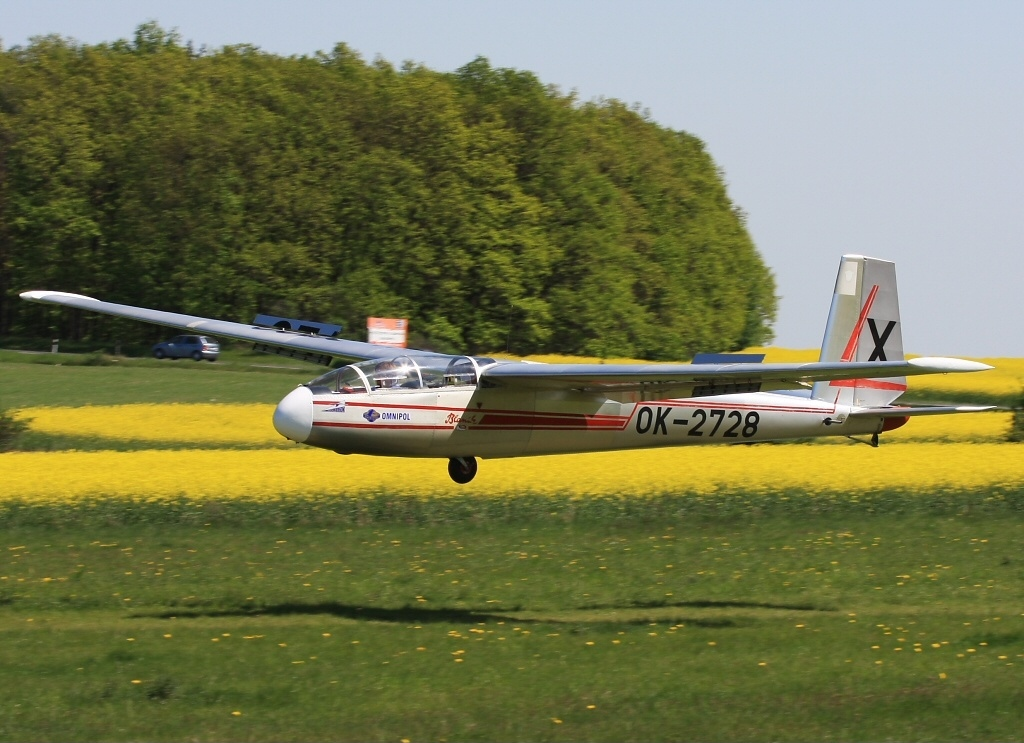
Planador LET L-13 Blaník, o mais difundido do mundo.

O planador Blaník, todo feito de metal, foi mais produzido do que qualquer outro planador, com mais de 3000 produzidos praticamente a mão, desde a primeira unidade feita em 1958. Em 2005 ainda permanece em produção a variante L23 Super Blaník. Ele pode pousar com o trem de pouso recolhido sem sofrer nenhuma avaria porque a roda fica parcialmente exposta.

## Operações no Brasil
No Brasil, quatro companhias operam aeronaves da LET (o L-410 Turbolet):
A Team, no Rio de Janeiro e Espírito Santo;
a NHT, no Rio Grande do Sul e Santa Catarina;
a Cruiser, em Rondônia, Mato Grosso e Pará e
a Litorânea Linhas Aéreas, no Maranhão, Piauí e Ceará. (encerrou as operações).
a NOAR em  Recife e Maceió e a Sol Linhas Aéreas em Cascavel.